# Alexander Bittner

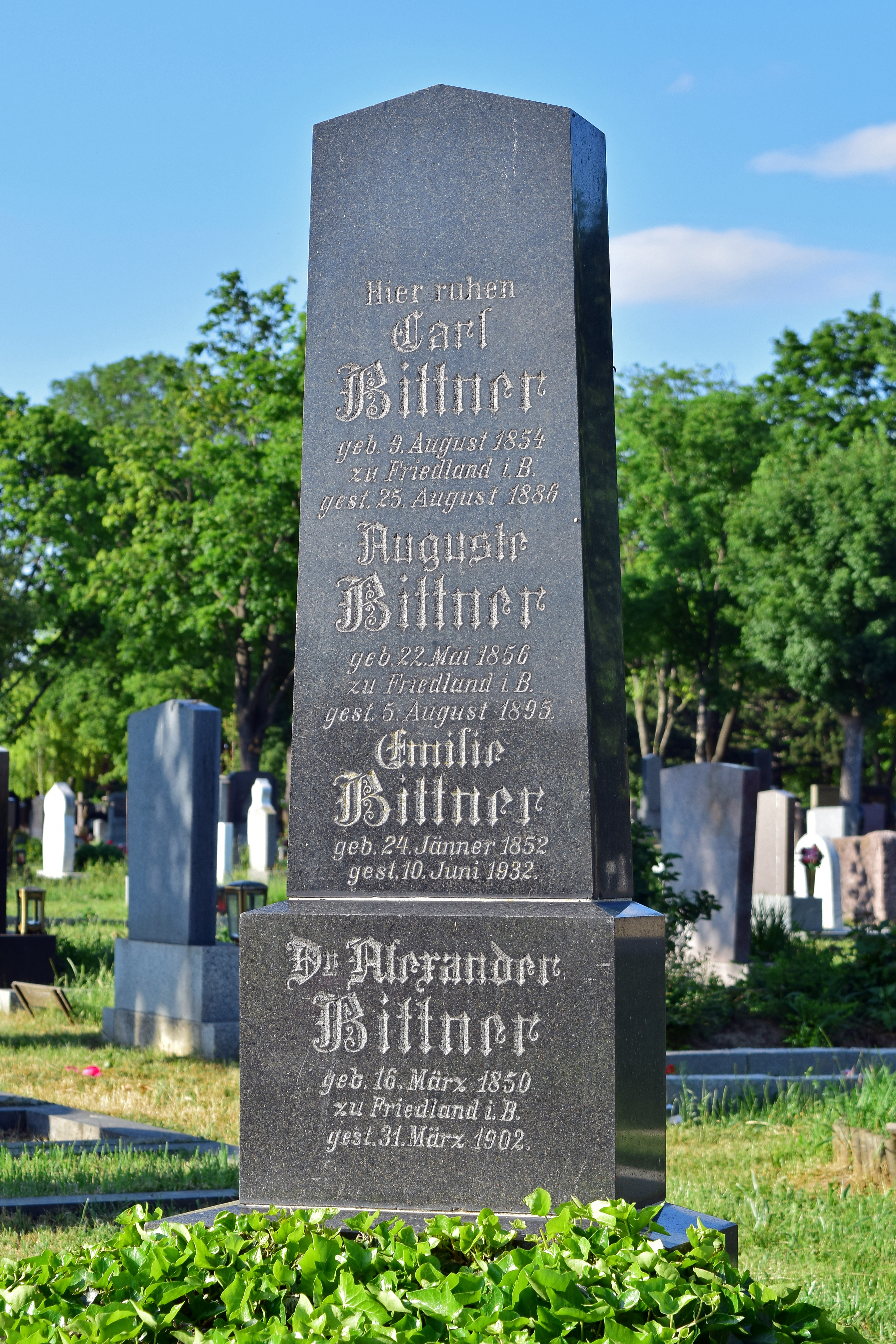
Hrob Alexandra Bittnera na Vídeňském ústředním hřbitově

Alexander Bittner, křtěný Alexander Karl Anton (16. března 1850 Frýdlant – 31. března 1902 Vídeň), byl rakouský paleontolog a geolog narozený v Čechách.

## Život
Alexander Bittner se narodil ve Frýdlantě v rodině obchodníka Johanna Bittnera a jeho ženy Anny rodem Mauermannové. Základní vzdělání získal na školách ve Frýdlantě a následně odjel do Vídně kde studoval na vídeňské univerzitě.
V roce 1873 universitní studia zdárně absolvoval a zůstal zde jako asistent prof. Eduarda Suesse. V roce 1873 byl jedním z prvních vědců, kteří studovali účinky zemětřesení v Bellunu v severní Itálii, ke kterému došlo 29. června 1873. V letech 1874–76 prováděl geologické výzkumy v Itálii a Řecku, následně v roce 1877 absolvoval stáž na Císařském geologickém ústavu ve Vídni. V roce 1879 byl vyslán na tehdejší okupovaném území Bosny a Hercegoviny, převážně však pracoval ve Východních Alpách a v roce 1897 byl jmenován hlavním geologem tohoto ústavu. Alexander Bittner zemřel ve Vídni koncem března roku 1902 a následně byl pohřben Vídeňském ústředním hřbitově.
Alexander Bittner byl znalcem alpského triasu, vypracoval jeho detailní statigrafii a potvrdil výsledky výzkumu Dionýza Štúra.
Jako paleontolog se zabýval brachiopody, měkkýši a ježovkami triasu, popsal řadu nových druhů, mj. z Bosny nového brachiopoda „Amphiclinodonta katzeri“, nazvaného na počest geologa Friedricha Katzera, rodáka z Rokycan.

## Dílo (výběr)
- 1879 Vorschläge für eine Normirung der Regeln der stratigraphischen Nomenclatur, 1879 – Proposal for a normalization of rules for stratigraphic nomenclature
- 1882 Die geologischen verhältnisse von Hernstein in Niederosterreich und der weiteren umgebung, 1882 – Geological conditions of Hernstein in Lower Austria, etc.
- 1884 Beiträge zur Kenntniss tertiärer Brachyuren-Faunen, 1884 – Contribution to the knowledge of Tertiary Brachyura
- 1890 Brachiopoden der Alpinen Trias, 1890 – Brachiopods of the Alpine Triassic
- 1893 Neue Koninckiniden des alpinen Lias, 1893 – New Koninckiniden of the Alpine Lias
- 1895 Lamellibranchiaten der Alpinen Trias, 1895 – Lamellibranchia of the Alpine Triassic